# Bella di Cerignola
La Bella di Cerignola è una cultivar di olivo da mensa coltivata in un ristretto areale della provincia di Foggia, in gran parte concentrato nel territorio comunale di Cerignola, da cui deriva il nome. 

## Origine
La cultivar, attualmente iscritta allo schedario olivicolo italiano, è un ecotipo derivato da una mutazione della cultivar Oliva di Cerignola. La coltivazione di questa varietà multiclonale, diffusa nel Tavoliere di Capitanata, risalirebbe al Quattrocento, a seguito dell'introduzione, da parte degli Aragonesi, di ecotipi provenienti dalla Spagna, ma secondo altre fonti avrebbe un'origine più antica e sarebbe una varietà autoctona derivata dalla Orchites(?) coltivata dai Romani.
La Bella di Cerignola, ottenuta dalla selezione clonale del tipo mutante, presenta caratteri merceologici più stabili e ritenuti migliorativi. L'influenza delle condizioni pedoclimatiche sulle proprietà merceologiche del prodotto finale, fa sì che le olive ottenute dalla trasformazione di produzioni locali circoscritte all'areale di origine e nel rispetto dello specifico disciplinare di produzione siano tutelate dal marchio DOP "La Bella della Daunia".

## Descrizione

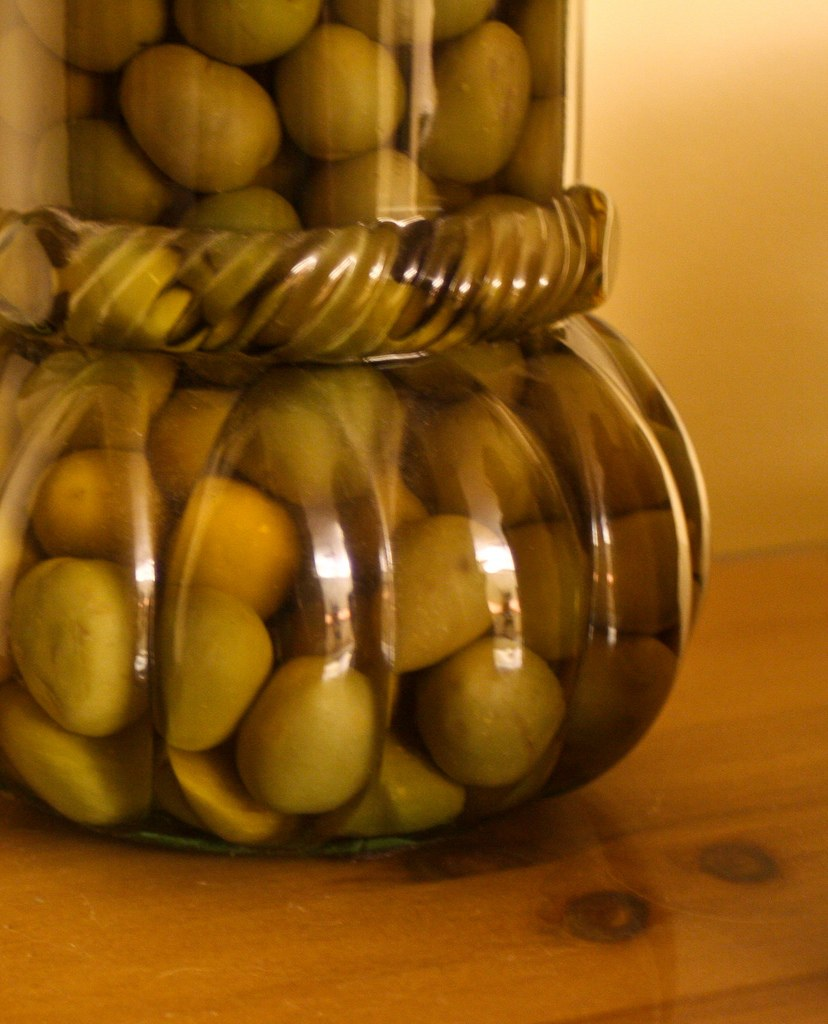
Vasetto di Bella di Cerignola.

### Generalità
Pianta di media altezza e vigoria con chioma mediamente folta; ha branche assurgenti e rami fruttiferi penduli.
È sensibile alla carie ed alla tignola.

### Fiori, frutti e produzione
L'entrata in produzione è precoce. La fioritura è tardiva e le mignole, per cui sono buoni impollinatori Termite di Betetto, Sant'Agostino e Mele, presentano un'alta percentuale di aborto dell'ovario (35%)poco comprensibile. 
Il frutto, dalla produzione media e alternante, è caratterizzato da una pezzatura grande, polpa consistente e fibrosa, dalla resa molto elevata (70-85%). Le drupe, dopo essere trattate con soda e risciacquate, di solito vengono conservate sotto salamoia.
La raccolta di solito si effettua dopo la metà di ottobre.